# 鶴ヶ岡城

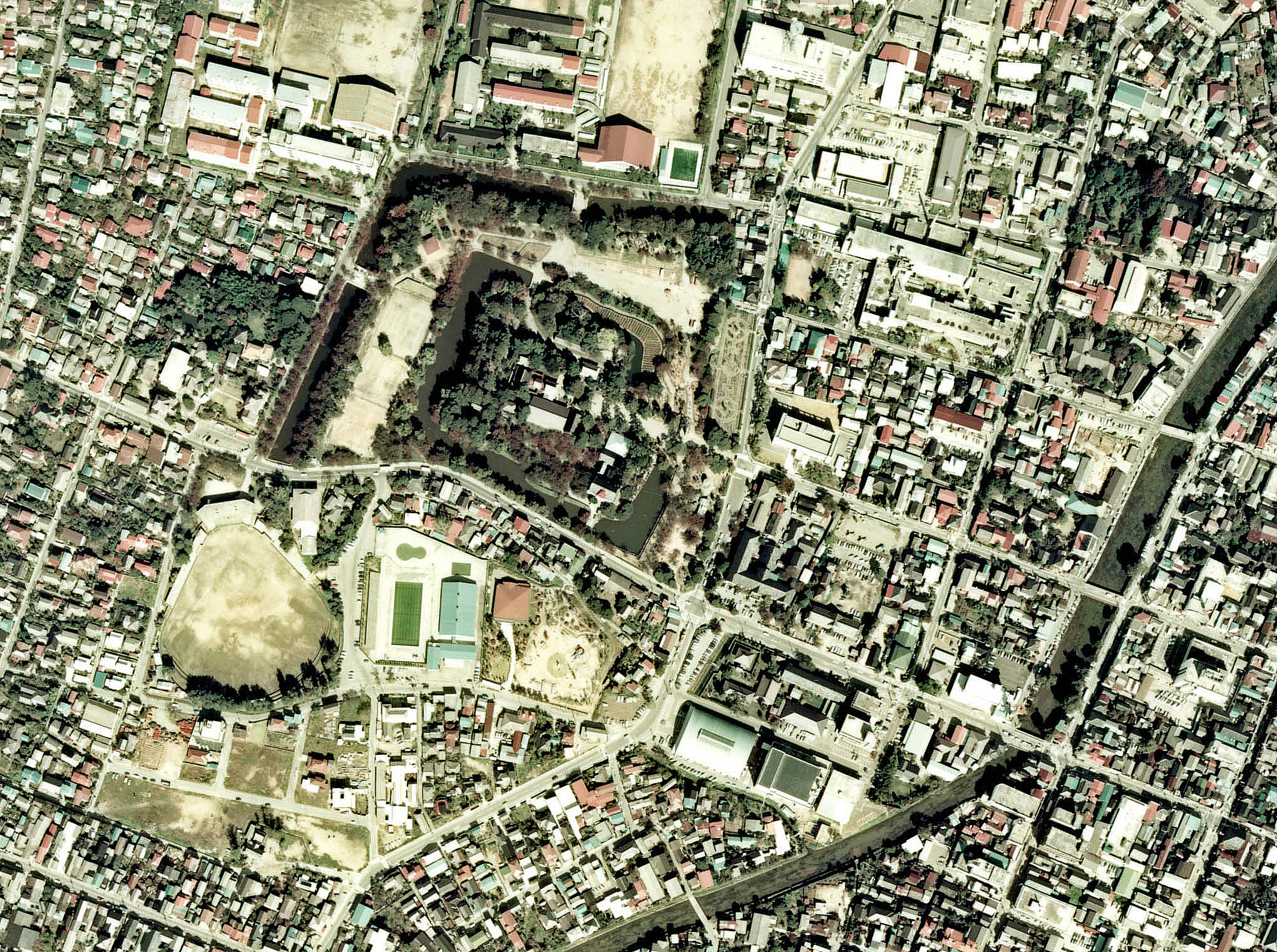
鶴ヶ岡城の航空写真
（1976年撮影・）

鶴ヶ岡城（つるがおかじょう）は、山形県鶴岡市馬場町にあった日本の城（平山城）。

## 概要
城は鶴岡市街地のほぼ中心に位置する。江戸時代は庄内藩の藩庁であった。他の東北地方の城と同様に土塁を多用し、石垣は主要な部分にしか用いられていなかった。また、天守は構えられなかったが、本丸東北隅に2層2階の隅櫓と二の丸南西隅にも2層2階の隅櫓が建てられていた。
現在、本丸・二の丸跡周辺は鶴岡公園となっており、桜の名所として日本さくら名所100選に選ばれている。鶴岡公園には荘内神社、稲荷神社や大宝館（郷土人物資料館）、藤沢周平記念館がある。三の丸跡には致道博物館があって酒井家伝来の美術品などが展示されており、酒井家御用屋敷跡庭園が整備され国の名勝に指定されている。鶴岡公園南東には藩校「致道館」が残っており、東北地方に唯一現存する藩校として国の史跡に指定されている。
周辺には市役所、鶴岡市文化会館、山形県立鶴岡南高等学校、山形県立鶴岡工業高等学校、鶴岡タウンキャンパス（慶應義塾大学先端生命科学研究所、致道ライブラリー、東北公益文科大学大学院）、鶴岡アートフォーラム（芸術展示施設）などが立地する。

## 歴史・沿革

### 大宝寺城
鶴ヶ岡城の前身となる大宝寺城が最初に築かれたのは、鎌倉時代初期に出羽国大泉荘の地頭として封じられた大泉氏であると伝えられる。大泉氏はこの地に土着し、後に武藤大宝寺氏を名乗った。室町時代初期になると武藤長盛なる武将が出てこの地に権勢を振るった。
戦国時代に入ると武藤氏は庄内地方の有力な勢力となったが、その地位は不安定であった。天文元年（1532年）には砂越氏維によって大宝寺城は焼亡し、当時の武藤大宝寺氏当主の晴時は本拠を大宝寺城の西にある尾浦城に移した。そして大宝寺城はその支城の一つとなった。
その後、越後の上杉氏と手を組み、武藤氏は庄内地方の統一を果たし、武藤義氏の時代に最高潮に達した。しかし、義氏は天正11年（1583年）、最上義光と結んだ家臣の前森蔵人（東禅寺義長）とその弟・勝正らの謀反により自害に追い込まれた。その後、庄内地方は上杉氏と最上氏の争奪の地となり期に乗じた上杉景勝によって、天正16年（1588年）あっけなく併呑された。
上杉氏もまた、尾浦城を庄内地方の本拠とし大宝寺城は支城とされた。天正18年（1590年）検地を行った際、これに抵抗した地侍を中心に一揆が起きた。この時、大宝寺城番芋川正親は城を守りきれず落城した。一揆の鎮圧にあたった直江兼続は大宝寺城の修復を行い越後兵を常駐させた。

### 鶴ヶ岡城
慶長5年（1600年）関ヶ原の戦いの後、上杉氏は西軍に加担した罪により会津120万石から米沢30万石に減封され、代わって庄内地方を支配したのは山形城を本城とする最上義光である。義光は24万石から57万石を領有する大大名となった。義光は庄内地方の拠点として大宝寺城、東禅寺城、尾浦城などを整備拡張した。慶長8年（1603年）各城の整備が整うと、酒田浜に大亀が上がったことを祝し東禅寺城を亀ヶ崎城と改称した。この時に、亀ヶ崎に対し大宝寺城も鶴ヶ岡城と改称されたのである。また同時に尾浦城も大山城と改称された。最上氏は3代義俊の元和8年（1622年）に、お家騒動（最上騒動）があり、改易となった。
旧最上領は分割され、庄内地方には信濃国松代城より譜代大名の酒井忠勝が入った。忠勝は鶴ヶ岡城を本城と定め、亀ヶ崎城を支城とした。忠勝は入封すると、簡素な造りであった鶴ヶ岡城を近世城郭へと大改修に着手した。二の丸、三の丸を拡充し、城下町の整備を行った。庄内藩の本城としての偉容が完成したのは、3代忠義の時であり54年の歳月が費やされた。本丸は一部に石垣が使用されたが大半が土塁であり、幅約20mの水堀に囲まれている。本丸内には御殿と北西隅の二重櫓が天守代用としてあり、他に単層2階の他門櫓が2基上がり本丸の城門は櫓門が上がっていた。二の丸東南隅に2重櫓、二の丸の城門も全て櫓門であった。宝永元年（1704年）には、鬼門である東北隅に稲荷神社が勧進され、毎年の初午祭礼の際には町人も城内に入って参詣することができた。
文化2年（1805年）、9代忠徳は藩校「致道館」を設けた。文化13年（1816年）には現在地である三の丸に移転された。文政7年（1824年）、柿葺であった城内の建物は、全て瓦葺となった。天保11年（1840年）幕府より三方所替の命が下り、酒井氏は越後国長岡城への移封を命じられた。しかし、幕府に対し領民の抵抗運動が起こり（天保義民事件）命令は取り下げられた。慶応4年（1868年）1月より始まった戊辰戦争では奥羽越列藩同盟の一員として新政府軍を迎撃するも、
この間、7月13日には城が焼亡。その後も、寝返った久保田藩を相手に勝利を続けたが、会津藩ら他の味方が降伏したことで9月25日に降伏した。
明治4年（1871年）廃藩置県により廃城となり、明治9年（1876年）には城内の建築物は全て破却され鶴岡公園となった。明治10年（1877年）本丸跡に藩祖酒井忠勝を祀る荘内神社が設けられた。また、大正4年（1915年）には大宝館が建てられ、市立図書館として昭和60年（1985年）まで活用された。現在は鶴岡出身の著名人の資料館となっている。昭和25年（1950年）には致道博物館が三の丸跡に開設した。昭和26年（1951年）藩校致道館が国の史跡に指定された。三の丸跡に残る酒井家御用屋敷跡庭園は酒井氏庭園として昭和51年（1976年）に国の名勝に指定された。
2017年（平成29年）4月6日、続日本100名城（108番）に選定された。